# Sonya Ahmed
Sonya Ahmed (ur. 2 marca 1979) – egipska lekkoatletka, tyczkarka.

## Rekordy życiowe
- skok o tyczce (stadion) – 3,51 (2002) były rekord Egiptu
- skok o tyczce (hala) – 3,64 (2001) rekord Egiptu